# John Balfour, 1. Baron Kinross

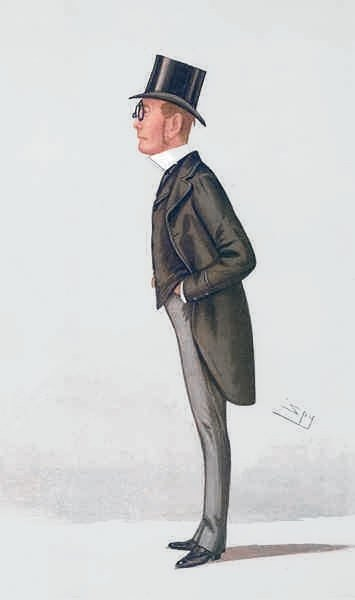
John Blair Balfour als Lord Advocate of Scotland in einer Karikatur von Spy in der Zeitschrift Vanity Fair (1. Mai 1886)

John Blair Balfour, 1. Baron Kinross PC (* 11. Juli 1837 in Clackmannan, Clackmannanshire; † 22. Januar 1905 in Edinburgh) war ein britischer Jurist und Politiker der Liberal Party, der zwischen 1880 und 1899 Mitglied des House of Commons und drei Mal Generalstaatsanwalt (Lord Advocate) von Schottland war. Er bekleidete zwischen 1899 und 1905 die Funktion als Lord President of the Court of Session und war damit oberster Richter Schottlands. 1902 wurde als Baron Kinross in den erblichen Adelsstand (Hereditary Peerage) der Peerage of the United Kingdom erhoben und gehörte damit bis zu seinem Tod dem House of Lords als Mitglied an.

## Leben

### Unterhausabgeordneter, Solicitor General und Lord Advocate
Balfour, Sohn des Geistlichen Peter Balfour und dessen Ehefrau Jane Ramsey Blair, absolvierte nach dem Schulbesuch ein Studium der Rechtswissenschaften an der University of Edinburgh, das er mit einem Doktor der Rechte (LL.D.) abschloss. Im Anschluss nahm er eine Tätigkeit als Rechtsanwalt auf.
Am 1. Dezember 1880 wurde Balfour als Kandidat der Liberal Party zum Mitglied des House of Commons gewählt und vertrat in diesem bis 1899 den Wahlkreis Clackmannan and Kinross. Kurz nach seiner Wahl wurde er von Premierminister William Ewart Gladstone als Nachfolger von John Macdonald zum Solicitor General für Schottland ernannt und übte dieses Amt bis zu seiner Ablösung durch Alexander Asher 1881 aus. Im Anschluss wurde er Nachfolger von John McLaren als Generalstaatsanwalt (Lord Advocate) von Schottland und verblieb in dieser Funktion bis zu seiner Ablösung durch John Macdonald 1885. Während dieser Zeit wurde er 1883 auch Mitglied des Privy Council (P.C.).
Im Februar 1886 wurde Balfour von Premierminister Gladstone abermals zum Lord Advocate ernannt und übte dieses Amt bis Juli 1886 aus. Premierminister Gladstone berief ihn im August 1892 zum dritten Mal zum Lord Advocate. Diese Funktion bekleidete er auch in der Regierung von Gladstones Nachfolger Archibald Primrose, 5. Earl of Rosebery von März 1894 bis Juni 1895.

### Oberster Richter Schottland und Oberhausmitglied
1899 wurde Balfour, der zeitweilig auch Deputy Lieutenant sowie Friedensrichter (Justice of the Peace) von Edinburgh war, als Nachfolger von James Robertson, Baron Robertson als Lord President of the Court of Sessions. Er war damit oberster Richter Schottlands und verblieb in diesem Amt bis zu seinem Tod am 22. Januar 1905. Sein Nachfolger wurde im Anschluss Andrew Murray.
Durch ein Letters Patent vom 15. Juli 1902 wurde Balfour zudem als Baron Kinross, of Glasclune, in the County of Haddington, in den erblichen Adelsstand (Hereditary Peerage) der Peerage of the United Kingdom erhoben und gehörte damit bis zu seinem Tod dem House of Lords als Mitglied an.

### Ehen und Nachkommen

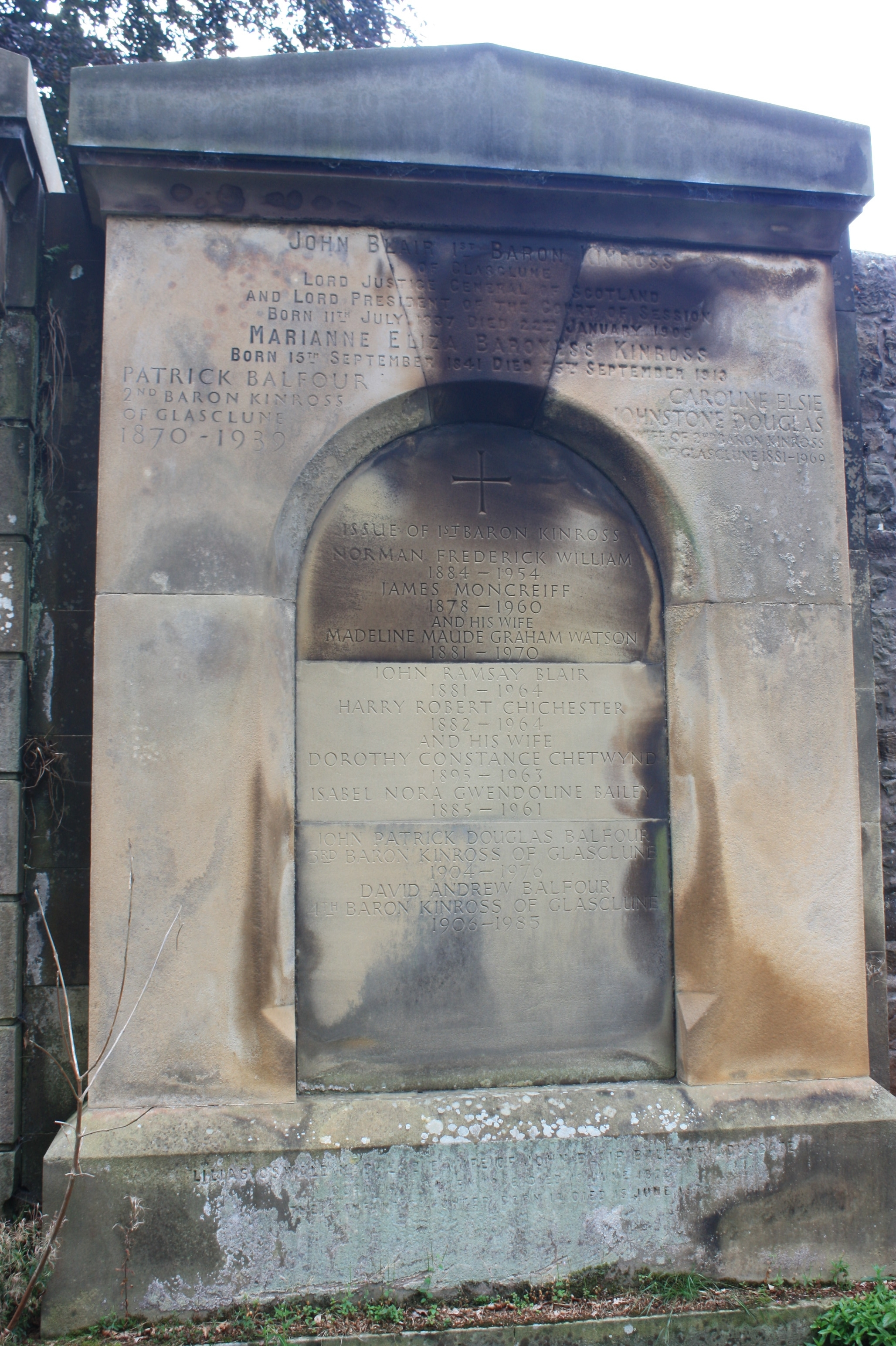
Grabstein der Familie von John Balfour, 1. Baron Kinross, auf dem Dean Cemetery in Edinburgh

Balfour war zwei Mal verheiratet. In erster Ehe heiratete er am 4. August 1869 Lilias Oswald Mackenzie, eine Tochter von Donald Mackenzie, Lord Mackenzie, der Richter am Obersten Gerichtshof (Senator of the College of Justice) von Schottland war. Aus dieser Ehe ging sein ältester Sohn Patrick Balfour hervor, der nach seinem Tod den Titel als 2. Baron Kinross erbte.
Nach dem Tode seiner ersten Frau am 19. Juni 1872 heiratete Balfour am 6. April 1877 in zweiter Ehe Marianne Eliza Moncreiff, Tochter von James Moncreiff, 1. Baron Moncreiff.
Aus dieser Ehe gingen vier weitere Söhne sowie eine Tochter hervor. Der zweitälteste Sohn James Moncreiffe Balfour war Hauptmann im Kavallerieregiment Scottish Horse und später Berater der Regierung von Persien. Der dritte Sohn John Ramsay Blair Balfour war Lieutenant Commander der Royal Naval Volunteer Reserve. Der vierte Sohn Harry Robert Chichester Balfour diente als Hauptmann der Royal Scots im Ersten Weltkrieg und war später Beamter im Unterhaus sowie im Innenministerium (Home Office). Der fünfte und jüngste Sohn Norman Frederick William Balfour war Geistlicher. Das jüngste Kind und einzige Tochter Balfours, Isobel Nora Gwendoline Balfour, war zeitweise mit Percival Henry Havelock Bailey verheiratet, der Hauptmann der 34th Royal Sikh Pioneers der British Indian Army war.